# Vlad VII Înecatul
Vlad VII Înecatul (le Noyé) est prince de Valachie de 1530 à 1532.

## Biographie
Vlad est le fils et homonyme de Vlad V cel Tânăr ou Vladut et de Anca, fille de Rada et sœur du Jupan Stoian de Sărata. Il est prince de Valachie de juin 1530 au 18 septembre 1532, date à laquelle il se noie accidentellement dans le Lac de Snagov proche du monastère homonyme d'où son surnom. En 1531, il épouse Ana, morte en 1542/1546 et fille du prince Pierre IV Rareș de Moldavie.

## Sources
- Raymond Mc Nally & Radu Florescu A la recherche de Dracula Robert Laffont Paris (1973)
- (ro) Constantin C.Giurescu & Dinu C.Giurescu Istoria Romanilor volume II (1352-1606) . Editura Stiintifica si Enciclopedica Bucarest (1976)  p. 238-239.